# Liparis bikunin
Liparis bikunin är en fiskart som beskrevs av Kiyomatsu Matsubara och Iwai, 1954. Liparis bikunin ingår i släktet Liparis och familjen Liparidae. Inga underarter finns listade i Catalogue of Life.